# Amenemopet (scribe)
Pour l’article homonyme, voir Amenemopet.
Amenemopet, fils de Kanakht, est l'auteur d'un texte de sagesses égyptiennes, l'Enseignement d'Amenemopet, écrit durant la période ramesside. Il est dépeint comme un scribe et un sage qui vivait en Égypte à la fin de la XIXe dynastie au Nouvel Empire. Il réside à Akhmîm, la capitale du neuvième nome de Haute-Égypte.
Ses discours sont présentés sous la forme traditionnelle d'instructions d'un père à son fils sur la façon de vivre une vie bonne et morale, mais, contrairement à la plupart de ces textes, ils sont explicitement organisée en trente chapitres numérotés.

Bien que l'on ait cru autrefois que l'instruction était unique, on considère aujourd'hui qu'elle partage des thèmes communs avec la littérature de sagesse d'autres cultures du Proche-Orient ancien, dont la Babylonie et Israël, notamment les livres bibliques des Proverbes, de l'Ecclésiaste et du Siracide, pour lesquels une traduction en hébreu de l'instruction a servi de source. Dans le livre des Proverbes, les versets Proverbes 22:17-23:11 sont très proches de l'Instruction d'Amenemopet. La date de 1100 avant J.-C. situe l'auteur de l'instruction plus tôt que n'importe quelle partie de la Bible, et des égyptologues comme James Henry Breasted attribuent à Amenemopet une profonde influence sur le développement éthique et religieux de l'Occident, car son instruction était lue par les Hébreux et des portions de celle-ci étaient incluses, parfois textuellement, dans divers livres de la Bible. 

« Il est également évident qu'en de nombreux autres endroits de l'Ancien Testament, non seulement dans le Livre des Proverbes, mais aussi dans la loi hébraïque, dans Job, ... dans Samuel et Jérémie, la sagesse d'Amenemopet est la source d'idées, de figures, de normes morales, et surtout d'un certain esprit de bonté chaleureux et humain »

— James Henry Breasted.
 Amenemopet, à son tour, s'appuyait sur un texte beaucoup plus ancien, les Maximes de Ptahhotep .